# Zhang Zhizhen
Zhang Zhizhen chiń. 张之臻 (ur. 16 października 1996 w Szanghaju) – chiński tenisista, srebrny medalista igrzysk olimpijskich z Paryża (2024) w grze mieszanej, reprezentant kraju w rozgrywkach Pucharu Davisa.

## Kariera tenisowa
W rozgrywkach cyklu ATP Tour wygrał jeden turniej w grze podwójnej. Ponadto zwyciężył w trzech singlowych i dwóch deblowych turniejach cyklu ATP Challenger Tour oraz wygrał dwa singlowe i dwa deblowe turnieje rangi ITF.
W 2021 roku podczas Wimbledonu zadebiutował w turnieju głównym imprezy wielkoszlemowej w grze pojedynczej. Po wygraniu trzech meczów w kwalifikacjach odpadł w pierwszej rundzie po porażce z Antoinem Hoangiem.
W 2024 roku razem z Wang Xinyu wywalczyli srebrny medal w grze mieszanej podczas igrzysk olimpijskich w Paryżu. W finale przegrali z parą Kateřina Siniaková–Tomáš Macháč 2:6, 7:5, 8–10.
W rankingu gry pojedynczej najwyżej był na 31. miejscu (22 lipca 2024), a w klasyfikacji gry podwójnej na 47. pozycji (15 lipca 2024).

### Finały w turniejach ATP Tour
| Legenda                                      |
| -------------------------------------------- |
| Wielki Szlem                                 |
| Igrzyska olimpijskie                         |
| Tennis Masters Cup / ATP Finals              |
| ATP Masters Series / ATP Tour Masters 1000   |
| ATP International Series Gold / ATP Tour 500 |
| ATP International Series / ATP Tour 250      |

#### Gra podwójna (1–0)
| Końcowy wynik | Nr | Data           | Turniej  | Nawierzchnia  | Partner      | Przeciwnicy                            | Wynik finału |
| ------------- | -- | -------------- | -------- | ------------- | ------------ | -------------------------------------- | ------------ |
| Zwycięzca     | 1. | 11 lutego 2024 | Marsylia | Twarda (hala) | Tomáš Macháč | Patrik Niklas-Salminen Emil Ruusuvuori | 6:3, 6:4     |

#### Gra mieszana (0–1)
| Końcowy wynik | Nr | Data            | Turniej | Nawierzchnia | Partnerka  | Przeciwnicy                     | Wynik finału   |
| ------------- | -- | --------------- | ------- | ------------ | ---------- | ------------------------------- | -------------- |
| Finalista     | 1. | 2 sierpnia 2024 | Paryż   | Ceglana      | Wang Xinyu | Kateřina Siniaková Tomáš Macháč | 2:6, 7:5, 8–10 |

### Zwycięstwa w turniejach ATP Challenger Tour

#### Gra pojedyncza
| Końcowy wynik | Nr | Data             | Turniej   | Nawierzchnia | Przeciwnik       | Wynik finału     |
| ------------- | -- | ---------------- | --------- | ------------ | ---------------- | ---------------- |
| Zwycięzca     | 1. | 8 września 2019  | Jinan     | Twarda       | Gō Soeda         | 7:5, 2:6, 6:4    |
| Zwycięzca     | 2. | 3 listopada 2019 | Shenzhen  | Twarda       | Li Zhe           | 6:3, 4:6, 6:1    |
| Zwycięzca     | 3. | 7 sierpnia 2022  | Cordenons | Ceglana      | Andrea Vavassori | 2:6, 7:6(5), 6:3 |

#### Gra podwójna
| Końcowy wynik | Nr | Data             | Turniej      | Nawierzchnia | Partner | Przeciwnicy                       | Wynik finału |
| ------------- | -- | ---------------- | ------------ | ------------ | ------- | --------------------------------- | ------------ |
| Zwycięzca     | 1. | 18 września 2016 | Nanchang     | Twarda       | Wu Di   | Nicolás Barrientos Ruben Gonzales | 7:6(4), 6:3  |
| Zwycięzca     | 2. | 10 września 2017 | Zhangjiagang | Twarda       | Gao Xin | Chen Ti Yi Chu-huan               | 6:2, 6:3     |